# Perplex Cities
Perplex Cities je čtvrtým EP amerického zpěváka Serje Tankiana, vyšlo 21. října 2022 pod labelem Serjical Strike Records.

## Vznik
EP Perplex Cities je složeno z pěti písní. Tankian o Perplex Cities řekl následující: Celá tato kolekce písní v rámci Perplex Cities zní úplně jinak než to, co jsem dělal předtím. Je více elektronická, jemnější a hlubší, co se týče vrstev hudebního podání. Perplex Cities vyzařuje auru, která je jedinečná a nepodobná mým předchozím vydáním.
Tankian také spojil představení svých nových písní s aplikací pro rozšířenou realitu Arloopa. Každá z pěti skladeb byla v rámci této aplikace zveřejňována každý týden od 19. září. Tankian se při spuštění „objeví ve stejném prostoru jako posluchač, aby mu pomohl pochopit hudbu a poslouchal ji spolu s ním“.

## Seznam skladeb
Všechny skladby napsal(i) Serj Tankian. 
| Pořadí         | Název               | Délka |
| -------------- | ------------------- | ----- |
| 1.             | Pop Imperialism     | 3:45  |
| 2.             | The Race            | 4:31  |
| 3.             | I Spoke Up          | 3:19  |
| 4.             | Rumi Loves His Cars | 2:54  |
| 5.             | Forgive Me Father   | 2:58  |
| Celková délka: | Celková délka:      | 17:27 |